# Parwanoo
Parwanoo là một thành phố và là nơi đặt hội đồng đô thị (municipal council) của quận Solan thuộc bang Himachal Pradesh, Ấn Độ.

## Nhân khẩu
Theo điều tra dân số năm 2001 của Ấn Độ, Parwanoo có dân số 8609 người. Phái nam chiếm 61% tổng số dân và phái nữ chiếm 39%. Parwanoo có tỷ lệ 73% biết đọc biết viết, cao hơn tỷ lệ trung bình toàn quốc là 59,5%: tỷ lệ cho phái nam là 74%, và tỷ lệ cho phái nữ là 71%. Tại Parwanoo, 12% dân số nhỏ hơn 6 tuổi.